# Skanowanie progresywne
Skanowanie progresywne – technika nagrań wideo, w której obraz (w przeciwieństwie do skanowania międzyliniowego) jest skanowany w całości. Dzięki temu obraz pojawia się w całości na ekranie telewizora. Technika ta w znaczący sposób zwiększa jakość obrazu oraz niweluje zmęczenie oczu spowodowane migotaniem obrazu.

## Zastosowanie
Skanowanie progresywne jest używane w telewizji wysokiej rozdzielczości w standardach 720p oraz 1080p. Obraz nadawany jest wtedy z prędkością 23,976-60 kl./s w rozdzielczości 1280x720 bądź 1920x1080 pikseli. Skanowanie progresywne obsługują w ograniczonym zakresie konsole szóstej generacji (Xbox, PlayStation 2, GameCube i Sega Dreamcast) i w pełnym zakresie siódmej generacji (Xbox 360, PlayStation 3 i Wii), a także odtwarzacze filmów w wysokiej rozdzielczości (Blu-ray).
Od kilku lat wzrasta również produkcja kamer HD z tym sposobem zapisywania obrazu. Aby móc korzystać z technologii skanowania progresywnego trzeba posiadać odbiornik telewizyjny obsługujący ten standard.